# Калужский (Тогучинский район)
Калужский — упразднённый в 1986 году посёлок в Тогучинском районе Новосибирской области. Располагался на территории современного Сурковского сельсовета. 

## География
Располагался на правом берегу реки Кусмень, в 10 км к северо-востоку от деревни Осиновка.

## История
Посёлок основан в 1907 г.
В 1926 году состоял из 71 хозяйства. Центр Калужского сельсовета Гутовского района Новосибирского округа Сибирского края.
Снят с учёта Решением Новосибирского облсовета народных депутатов № 434 от 09.07.1986.

## Население
По переписи 1926 г. в поселке проживало 355 человек (179 мужчин и 176 женщин), основное население — немцы.